# Wera Alexejewna Titowa
Wera Alexejewna Titowa (russisch Вера Алексеевна Титова; * 28. September 1928 im Sabakejew-Alexejewner Rajon, Tatarische Autonome Sozialistische Sowjetrepublik; † 24. März 2006 in Sankt Petersburg) war eine sowjetische bzw. russische Theater- und Film-Schauspielerin sowie Synchronsprecherin.

## Leben und Leistungen
Wera Alexejewna Titowa wurde in der Tatarischen ASSR als Tochter von Alexei Grigorjewitsch Titow (1909–1940) und Anna Korilowna Titowa (1906–1998) geboren. 1930 zog die Familie nach Kasan, wo die Eltern in einem Kombinat zur Verarbeitung von Leinengewebe arbeiteten. Alexei Titow fiel 1940 an der finnischen Front.
Wera Titowa schloss 1944 die Schule ab und begann danach eine Ausbildung am „Kasaner Staatlichen Akademischen Theater“, zu deren Ensemble sie seit 1947 gehörte. 1958 wechselte sie ans „Baltische Haus“, ein Theater in Leningrad, wurde aber nur ein Jahr später vom dortigen Komödientheater verpflichtet. Hier trat sie bis 1961 auf.
Ab den späten 1950er Jahren war Titowa auch als Filmschauspielerin aktiv, in Nebenrollen spielte sie zumeist resolute Frauen. Ab 1961 stand sie für 30 Jahre bei Lenfilm unter Vertrag. Einem Publikum außerhalb der Sowjetunion war Titowa u. a. durch ihre Engagements in den Andersen-Adaptionen Die Schneekönigin (1967) als zum Leben erwecktes Tintenfässchen und Ein uraltes Märchen (1968) als schrullig-bösartige Hexe präsent. Eine ihre letzten Rollen gab Titowa im mehrteiligen TV-Film Rauch nach Iwan Turgenew. Des Weiteren war sie im 36. Teil der TV-Dokumentationsreihe Чтобы помнили (Tschoby pomnili, 1997) sowie dem Dokumentationsfilm Его знали только в лицо. Трагедия комика (Ego snali tolko w lizo. Tragedija komika, 2004) zu sehen, die dem Schauspieler Alexei Smirnow, ihrem Filmpartner in Зайчик (Saitschik, 1964), gewidmet waren. Seit 1962 war sie außerdem als Sprecherin aktiv, u. a. für die russische Synchronisation von Cocoon. Ihre Filmografie umfasst 96 Werke.
Titowa, die in ihren letzten Lebensjahren an Diabetes litt, starb 77-jährig und wurde neben ihrer Mutter auf dem Samosyrowskoer Friedhof in Kasan beigesetzt.

## Ehrungen
Titowa wurde am 8. Juni 1957 in Moskau zur Verdienten Künstlerin der Tatarischen ASSR und 1994 zur Verdienten Künstlerin der Russischen Föderation ernannt.
Zwischen 1969 und 1980 gehörte sie als Abgeordnete dem Regionalrat des Petrograder Rajons an.

## Privates
Titowa heiratete 1953 den Ingenieur Alexander Petrowitsch Sysojew, ein Jahr später wurde ihr Sohn Wladimir geboren. Nach Titowas Wechsel ans Theater in Leningrad zerbrach die Ehe, Wladimir lehnte später auch den Kontakt zu seiner Mutter ab. An ihrer neuen Wirkungsstätte fand sie jedoch in ihrer Kollegin Lilia Iwanowna Gurowa eine enge Freundin.
Ihre zweite Ehe ging Titowa mit dem Schauspieler Alexander Leontinowitsch Gustavson (1934–1999) ein, der ebenfalls bei „Lenfilm“ beschäftigt war.

## Filmografie (Auswahl)
- 1962: Hurra, wir haben Ferien (Bratja Komarowy)
- 1966: Die Republik der Strolche (Respublika SCHKID)
- 1967: Die Schneekönigin (Sneschnaja korolewa)
- 1968: Ein uraltes Märchen (Staraja, staraja skaska)
- 1969: Snegurotschka
- 1972: Der Kreis (Krug)
- 1974: Eine 1 für den Sommer (Pjatjorka sa leto)
- 1975: Schritt entgegen (Schag nawstretschu)
- 1976: Der unbekannte Nachfolger (Nesnakomy naslednik)
- 1976: Die Einzige (Edinstwennaja)
- 1980: Wir haben dem Tod ins Antlitz geschaut (My smerti smotreli w lizo) (Stimme)
- 1981: Wie das Leben so spielt (Wot takaja musyka)
- 1983: Schwarze und weiße Magie (Magija tschjornaja i belaja)
- 1984: Der Waffenschmied vom Ural (Demidowy)
- 1984: Und da kam Bumbo (I wot prischel Bumbo...)
- 1986: Verzeih! (Prosti)
- 1992: Rauch (Fernsehfilmreihe) (Dym)